# 白花鱼藤
白花鱼藤（学名：Derris alborubra）为豆科鱼藤属下的一个种。

## 扩展阅读
- 維基物種上的相關：白花鱼藤